# جون ويسلي باول
جون ويزلي باول (بالإنجليزية: John Wesley Powell)‏ هو جيولوجي أمريكي ومتخصص في علم الأجناس (1834-1902). ولد باول في ماونت موريس، نيويورك، في 24 مارس 1834. وكان أبواه من إنجليزيي المولد، لكنهما انتقلا إلى أمريكا في عام 1830، وتعلم في جامعات إلينوي وأوبرلين. عندما اندلعت الحرب الأهلية الأمريكية دخل جيش الاتحاد كمجند، وفقد ذراعه الأيمن في معركة شيلوه. ولكنه استمر في القتال وعمل كرئيس قسم المدفعية قبل معركة فيكسبرغ، ووصل إلى رتبة رئيس المتطوعين. في عام 1865 عين أستاذ علم طبقات الأرض وأمين المتحف في جامعة إلينوي الويزلية في بلومنغتون، وبعد ذلك في الجامعة الطبيعية.
شرع في عام 1867 بسلسلة من البعثات العلمية إلى جبال روكي ووديان أنهار غرين وكولورادو، وفي هذا المسار قام عام 1869 برحلة جريئة على قارب لثلاثة شهور عبر غراند كانيون، القناة النهرية التي لم تستكشف سابقا. وفي هذه السفرات جمع معلومات ثمينة كثيرة على علم طبقات الأرض، وقام أيضا بدراسة خاصة عن الهنود ولغاتهم. أدى عمله البارع إلى وضع المسح الجغرافي والجيولوجي لمنطقة الجبل الصخرية تحت إشراف الحكومة الأمريكية وترأس هو هذه المؤسسة في أعوام 1870-1879. تم دمج هذا المسح، مع مسح فيردناند هايدن (1829-1887) والنقيب جورج ويلر (1842 - 1905) مع المسح الجيولوجي والجغرافي الأمريكي تحت إشراف كلارنس كينغ (1842-1901) في 1879، وذلك عندما أصبح باول مدير مكتب علم الأجناس، وهو قسم ساعد في تأسيسه. وعند استقالة كينغ في عام 1881، عين باول أيضا مدير المسح الجيولوجي، وهو المركز الذي شغله حتى عام 1894. وتدين له المنظمة الشاملة الحالية للمسح الجيولوجي الأمريكي بشكل كبير.
منشوراته الرئيسية كانت «استكشاف نهر كولورادو في الغرب وروافده» (1875)، «تقرير على علم طبقات الأرض في الجزء الشرقي لجبال وينتا» (1875)، «تقرير على أراضي المنطقة القاحلة من الولايات المتحدة» (1879)، «مقدمة إلى دراسة اللغات الهندية» (1880)، «وديان كولورادو» (1895)، «حقيقة وخطأ» (1898). وهي مهمة خصوصا أن ملاحظاته تعرف الآن باسم «نوع وينتا» من تركيبات الجبال: وهي طبقة سرجية مسطحة واسعة، التي تنحدر منها الطبقات بشكل حاد إلى مجاورة مستويات الأراضي المنخفضة وتستعيد أفقيتها بسرعة – وتكون متصدعة أحيانا، وتحمل دلائل على تعرية هائلة. ومات باول في هافن، مين في 23 سبتمبر 1902.

## روابط خارجية
- جون ويسلي باول على موقع الموسوعة البريطانية (الإنجليزية)
- جون ويسلي باول على موقع إن إن دي بي (الإنجليزية)